# Olonetsisch
Het Olonetsisch of Livvi (Aunus, karjal) is een taal die in Karelië in het noordwesten van Rusland, noordelijk van het Ladogameer gesproken wordt. De taal wordt vaak samen met het Ludisch als een dialect van het Karelisch gezien.
Het Olonetsisch verschilt vooral met het Karelisch in uitspraak (meer stemhebbende medeklinkers dan in het Karelisch) en er is ook een sterkere Russische invloed in het Olonetsisch.
De taal wordt nog door ongeveer 20.000 mensen gesproken, maar dat aantal neemt snel af.